# Хайдаров, Ашур Карабаевич
Ашур Хайдаров  (14 июля 1916 — 21 мая 1998) — советский, таджикский живописец.
Заслуженный деятель искусств Таджикской ССР, народный художник Республики Таджикистан, Член Союза художников СССР (1957).

## Биография
Родился 14 июля в 1916 году в городе Самарканде.
В 1930 году поступил учиться в художественный кустарно-промышленный техникум на керамическое отделение, который ликвидировали через два года. В 1934 году поступил в Самаркандское художественное училище на живописное отделение. В 1938 году с отличием окончил училище и получил образование преподавателя по рисованию. Педагогами являлись Заслуженные деятели искусств Узбекистана Павел Беньков, Зинаида Ковалевская, Лев Бурэ.
В 1938 году работал в качестве художника в театре Самарканда. В 1939 году работал в самаркандской областной газете редакции «Ленин Юли» художником до 1941 года. В 1941 году 20 августа ушел на фронт. С осени 1942 по 1944 гг. находился в плену у немцев. В мае 1944 более 40 человек сбежали из плена и оказались в партизанском отряде им. Буденного. Диверсионная группа этого отряда, в которую входил Ашур Хайдаров, в июле 1944 на трассе Люблин — Зимботицы взорвала 2 немецких эшелона. В 1945 году был демобилизован по месту жительства в Самарканд. В 1949 году Ашура Хайдарова объявили врагом народа и он отбывал срок наказания в лагерях Карлага. Его освободили и реабилитировали в 1955 году, а официальное письмо о реабилитации художник получил почти через 40 лет. С 1955 года его жизнь и работа связана с городом Душанбе.
Заслуженный деятель искусств Таджикской ССР, член Союза художников СССР, народный художник Таджикистана (1991). Произведения живописца находятся в Музеях изобразительных искусств городов Омска, Горького, Воронежа, в Художественных музеях Самарканда, в Национальном музее Таджикистана, Душанбе. Они находятся в Дирекции Художественных выставок и панорам в Москве, Санкт-Петербурге, Алматы, а также в частных коллекциях.
Умер 21 мая 1998 года в Душанбе.